# Obrium tavakiliani
Obrium tavakiliani es una especie de escarabajo longicornio del género Obrium, categorizada en la tribu Obriini, de la subfamilia Cerambycinae. Fue descrita por Adlbauer en 2003.

## Descripción
Mide 5 mm de longitud.

## Distribución
Se distribuye por Costa de Marfil.